# Чёрные кошки в бамбуковых зарослях
«Чёрные кошки в бамбуковых зарослях» (яп. 藪の中の黒猫 Ябу но нака но куронэко) — японский художественный фильм режиссёра Канэто Синдо, вышедший в 1968 году. Чёрно-белая драма с элементами хоррора.
Премьера фильма в Японии состоялась 24 февраля 1968 года. В России фильм был показан 2 октября 2011 года в рамках ретроспективы режиссёра в Музее кино.

## Сюжет
Период Сэнгоку. Несколько солдат вламываются в хижину в бамбуковой роще, насилуют и убивают живущих там двух женщин, затем поджигают хижину и уходят. На пепелище появляется чёрная кошка и облизывает тела женщин. С той поры их призраки в обличии благородных дам поджидают у ворот Расёмон самураев, заманивают их в иллюзорный дом в бамбуковой роще на месте сгоревшей хижины, опаивают, соблазняют и убивают, как кошки, разрывая горло зубами.
Молодой человек по имени Гинтоки убивает вражеского лидера по кличке Медвежья Нога и приносит его голову правителю Райко. Его производят в самураи. Отправившись после трёх лет разлуки к матери и жене, он обнаруживает, что хижина сгорела, а женщины бесследно пропали.
Райко поручает Гинтоки найти и уничтожить призраков, убивающих самураев. Гинтоки встречает женщин и понимает, что это его мать и жена. По договору с тёмными силами они должны убивать самураев и пить их тёплую кровь в отместку за свои смерти. Они должны убить и Гинтоки, но жена нарушает клятву, чтобы провести с ним семь ночей, после которых она обречена на пребывание в преисподней. Узнав об этом, Гинтоки докладывает Райко, что один из призраков уничтожен.
Гинтоки встречает второго призрака у ворот Расёмон. Женщина пытается соблазнить его, но, увидев в луже её истинное отражение, Гинтоки нападает и отрубает ей руку, которая принимает вид кошачьей лапы. Она возвращается за лапой и исчезает, пробившись через крышу. Гинтоки прибегает в иллюзорный дом, размахивая повсюду мечом; дом исчезает, Гинтоки падает на обгорелый пол хижины. Его, лежащего на спине с мечом в руке, засыпает снегом.

## В ролях
- Китиэмон Накамура — Гинтоки
- Нобуко Отова — Ёнэ, мать
- Кивако Тайти — Сигэ, жена
- Кэй Сато — Райко
- Тайдзи Тонояма — крестьянин

## Награды и номинации
- 1969 — Майнити, за лучшую операторскую работу (Киёми Курода)
- 1969 — Майнити, за лучшую женскую роль (Нобуко Отова)

Фильм участвовал в программе Каннского фестиваля 1968 года, который был отменён в связи с майскими событиями во Франции.